# Perro come perro
Perro come perro es una película colombiana de 2007 dirigida por Carlos Moreno y estrenada el 18 de abril de 2007. Relata la historia de dos asesinos al servicio de un poderoso criminal de Cali deseoso de vengar la muerte de su ahijado y recuperar su dinero robado.

## Sinopsis
El Orejón (Blas Jaramillo) es un poderoso empresario caleño quien busca vengar la muerte de su ahijado William Medina y a la vez recuperar su dinero robado probablemente por un socio conocido como "el mellizo". Para la misión se recomienda a Víctor Peñaranda (Marlon Moreno) y Eusebio "el negro" Benítez (Óscar Borda) buscar el dinero y el asesino de William Medina. Ambos teniendo pocos detalles del operativo y sin conocerse se hospedan en un pequeño motel donde esperan instrucciones telefónicas. Durante el transcurso de la película se descubre que Peñaranda es quien robó la plata del "mellizo" para darle un mejor futuro a su familia y esconde el dinero mientras que Benítez pasa sus días con remordimiento de haber asesinado al ahijado de su jefe.
El Orejón por su parte se entera a través de la Bruja Iris (Paulina Rivas) que sus dos hombres son los traidores. Benítez sufre de constantes alucinaciones por cuenta de la muerte de Medina (gracias a las maldiciones puestas por la Bruja Iris) y Peñaranda carente del sentido del humor está bajo constante estrés queriendo huir con el dinero robado y aún esperando órdenes recibe inoportunas llamadas de un hombre demencial buscando a una mujer llamada Adela.